# Masegoso de Tajuña
Masegoso de Tajuña é um município da Espanha na província de Guadalajara, comunidade autónoma de Castilla-La Mancha, de área 17,41 km² com população de 97 habitantes (2004) e densidade populacional de 5,57 hab/km².

## Demografia
| Variação demográfica do município entre 1991 e 2004 | Variação demográfica do município entre 1991 e 2004 | Variação demográfica do município entre 1991 e 2004 | Variação demográfica do município entre 1991 e 2004 |
| --------------------------------------------------- | --------------------------------------------------- | --------------------------------------------------- | --------------------------------------------------- |
| 1991                                                | 1996                                                | 2001                                                | 2004                                                |
| 119                                                 | 105                                                 | 96                                                  | 97                                                  |